# Théâtre de l'Odéon
Cet article concerne le théâtre parisien. Pour celui de Bucarest, voir Théâtre de l'Odéon (Bucarest).
Le théâtre de l'Odéon, dénommé depuis mars 1990 Odéon–Théâtre de l'Europe, est un théâtre national à Paris, en France. Il est situé sur la place de l'Odéon, dans le 6e arrondissement et fut inauguré en 1782 pour accueillir la troupe du Théâtre-Français.
L'Odéon est depuis septembre 1971 un des six théâtres nationaux. Son directeur actuel est Julien Gosselin (depuis le 15 juillet 2024).
Sur le plan architectural, il s'agit d'un théâtre à l'italienne (scène de forme cubique et salle en demi-cercle) et l'extérieur est de style néoclassique. Il est classé au titre des monuments historiques depuis le 7 octobre 1947.
Son histoire a été ponctuée par quelques événements : deux incendies (1799 et 1818), mais aussi la création publique du Mariage de Figaro en 1784, et, plus récemment, la direction de Jean-Louis Barrault ainsi que l'occupation des locaux lors des événements de mai 1968.

## Histoire

### La première salle (1782-1799)

#### Les projets

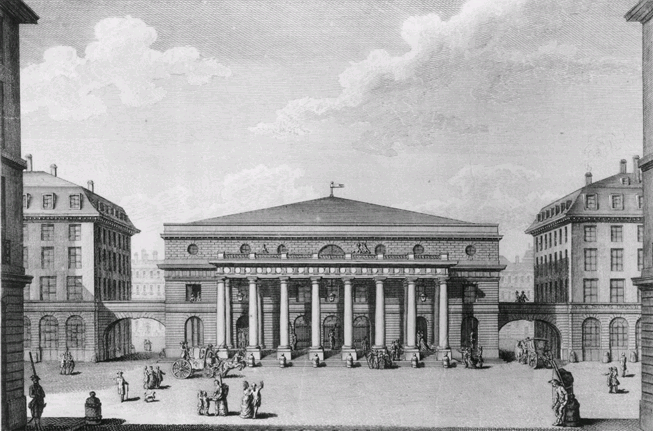
Façade du premier théâtre de l'Odéon.

En 1767, le marquis de Marigny, alors directeur des Bâtiments du Roi, demande à Marie-Joseph Peyre et Charles de Wailly de travailler à un projet de nouvelle salle pour le Théâtre-Français.
Le 26 mars 1770, un arrêt du Conseil du Roi ordonne l'exécution du chantier sur le terrain du jardin de l'hôtel du prince de Condé, dont celui-ci souhaite se défaire afin de s'installer au palais Bourbon.
Deux autres projets sont alors élaborés : celui des architectes des Menus-Plaisirs du roi, Denis-Claude Liégeon et Jean Damun, soutenus par la troupe des Comédiens-Français, et celui de l'architecte de la ville de Paris, Pierre-Louis Moreau-Desproux. Mais Peyre et de Wailly l'emportent définitivement à l'automne 1778, grâce à la protection de Monsieur, frère du roi et du comte d'Angiviller, directeur général des Bâtiments du Roi.
L'emplacement du théâtre est très légèrement modifié par rapport au projet initial, de manière à le rapprocher du palais du Luxembourg, demeure de Monsieur, frère du Roi, pour qu'il soit « un nouvel agrément pour leur habitation ». Devant l'opposition des Comédiens-Français, le Premier gentilhomme de la Chambre leur signifie « qu'on leur retirerait leurs privilèges et pensions et qu'on formerait une autre troupe, s'ils persistaient dans leur opposition ».

#### Architecture et urbanisme
Les travaux débutent en mai 1779. Peyre est principalement responsable des extérieurs et Wailly des intérieurs. L'extérieur est d'une sobriété qui confine à l'austérité. Inspirée de Palladio, la façade originelle est flanquée de pavillons reliés par une arche, comme à la villa Pisani. De plan demi-circulaire, la salle du théâtre est la première salle « à l'italienne » dont l'orchestre (alors appelé parterre) est pourvu de bancs, alors que jusqu'alors le public assistait debout à la représentation. Cette innovation, qui répond aux théories nouvelles concernant l'architecture des théâtres, est vivement critiquée.
L'édifice est également conçu comme point focal d'un nouveau quartier, aménagé lui aussi sur les plans de Peyre et de Wailly : un faisceau de cinq rues (les rues Racine, de Voltaire - aujourd'hui Casimir-Delavigne -, de la Comédie - aujourd'hui de l'Odéon -, Crébillon et Regnard) convergent vers la scène du théâtre et aboutissent sur une vaste place semi-circulaire, qui dessert et met en valeur le bâtiment. Ce quartier offre des facilités de circulation et de stationnement remarquables pour l'époque.

#### Le théâtre jusqu'en 1789
La troupe de la Comédie-Française s'installe dans ses nouveaux murs le 16 février 1782 et la salle est inaugurée par la reine Marie-Antoinette le 9 avril.
Le 27 avril 1784, l'aristocratie fait triompher La Folle Journée ou Le Mariage de Figaro, de Beaumarchais, malgré l'avis contraire du roi Louis XVI qui en avait bien perçu le contenu subversif. « Je sais quelque chose de plus fou que ma pièce, c'est son succès » dira Beaumarchais. Le rôle de Figaro est créé par Dazincourt qui fut par ailleurs le professeur de la reine Marie-Antoinette.
Le comédien Talma fait ses débuts le 21 novembre 1787.

#### La période de la Révolution
Par un décret de juillet 1789, l'Assemblée nationale rebaptise la salle « Théâtre de la Nation ». La loi sur la liberté des théâtres du 13 janvier 1791 fait perdre ses privilèges de répertoire à la Comédie-Française.
En 1791, l'interdiction par Louis XVI de la pièce de Marie-Joseph Chénier Charles IX, provoque un conflit entre les comédiens fidèles au roi et ceux favorables à la République, ce qui conduira au départ de ces derniers en avril 1791, menés par François-Joseph Talma, pour la nouvelle salle du Théâtre de la Liberté et de l’Égalité (l'actuelle Comédie-Française) au Palais-Royal. Georges Danton aurait dit : « Si Figaro a tué la noblesse, Charles IX tuera la royauté. »
Pour la plupart arrêtés durant la Terreur, les comédiens restés au Théâtre de la Nation sont finalement libérés à la chute de Maximilien de Robespierre, et retrouvent en août 1794 leur théâtre devenu entre-temps « Théâtre de l'Égalité », pour des représentations données « par et pour le peuple » (décret du 10 mars 1794), dans une salle transformée par la destruction des loges en amphithéâtre égalitaire tendu de draperies bleu-blanc-rouge. Mais les dissensions dans la troupe entraînent la fermeture du théâtre dès la fin décembre 1794. Les royalistes en rébellion contre la Convention nationale y tiennent leurs réunions.
Il rouvre le 13 juillet 1796, sous la direction de l'entreprise de spectacles Dorfeuille & Cie, rebaptisé « Odéon », en référence aux odéons de la Grèce antique, et dans l'idée d'y créer « une école dramatique utilise à la régénération de l'art ». En octobre 1797 c'est la faillite. Dorfeuille n'aura laissé qu'un nom, pourtant inapproprié. Charles-Barnabé Sageret rachète le bail le 1er juin 1798. Il dirige déjà deux salles, le Théâtre Feydeau et le Théâtre de la République, et projette de reconstituer la troupe des Comédiens-Français en réunissant les trois théâtres, les comédiens y jouant alternativement. Devant le rythme des représentations, les acteurs se révoltent contre leur directeur à la mi-janvier 1799. À la suite de l'incendie survenu le 18 mars 1799, tous les comédiens sont réunis dans la seule salle de la Comédie-Française, rue de Richelieu.

### La deuxième salle (1808-1818)

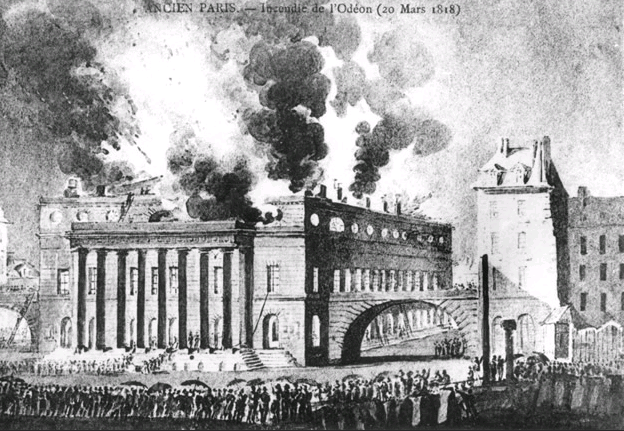
L'incendie de l'Odéon en 1818.

Le théâtre de l'Odéon, cédé par Napoléon au Sénat (la charge ayant pris fin au 1er janvier 1891) et restauré à l'identique par l'architecte Chalgrin, rouvre en juin 1808 sous le nom de « Théâtre de Sa Majesté l'Impératrice et Reine ». Le privilège est concédé à Alexandre Duval. Louis-Benoit Picard lui succède en 1815, mais la salle est à nouveau détruite par un incendie le 20 mars 1818.

### La troisième salle (depuis 1819)

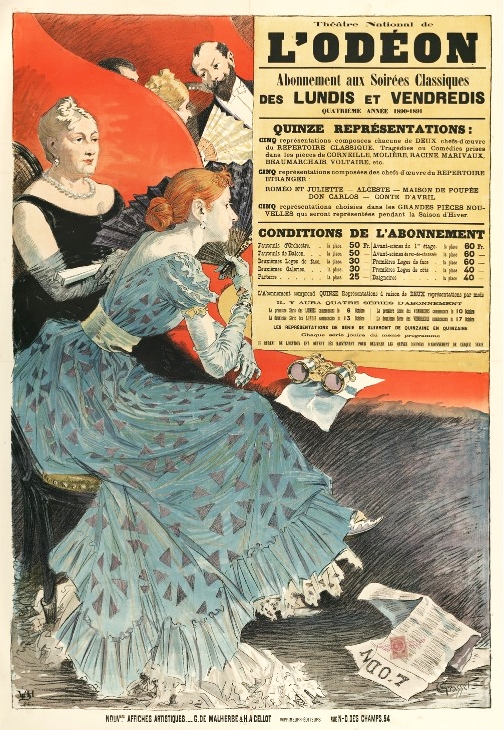
Affiche d'Eugène Grasset pour le Théâtre national de l'Odéon, 1890.

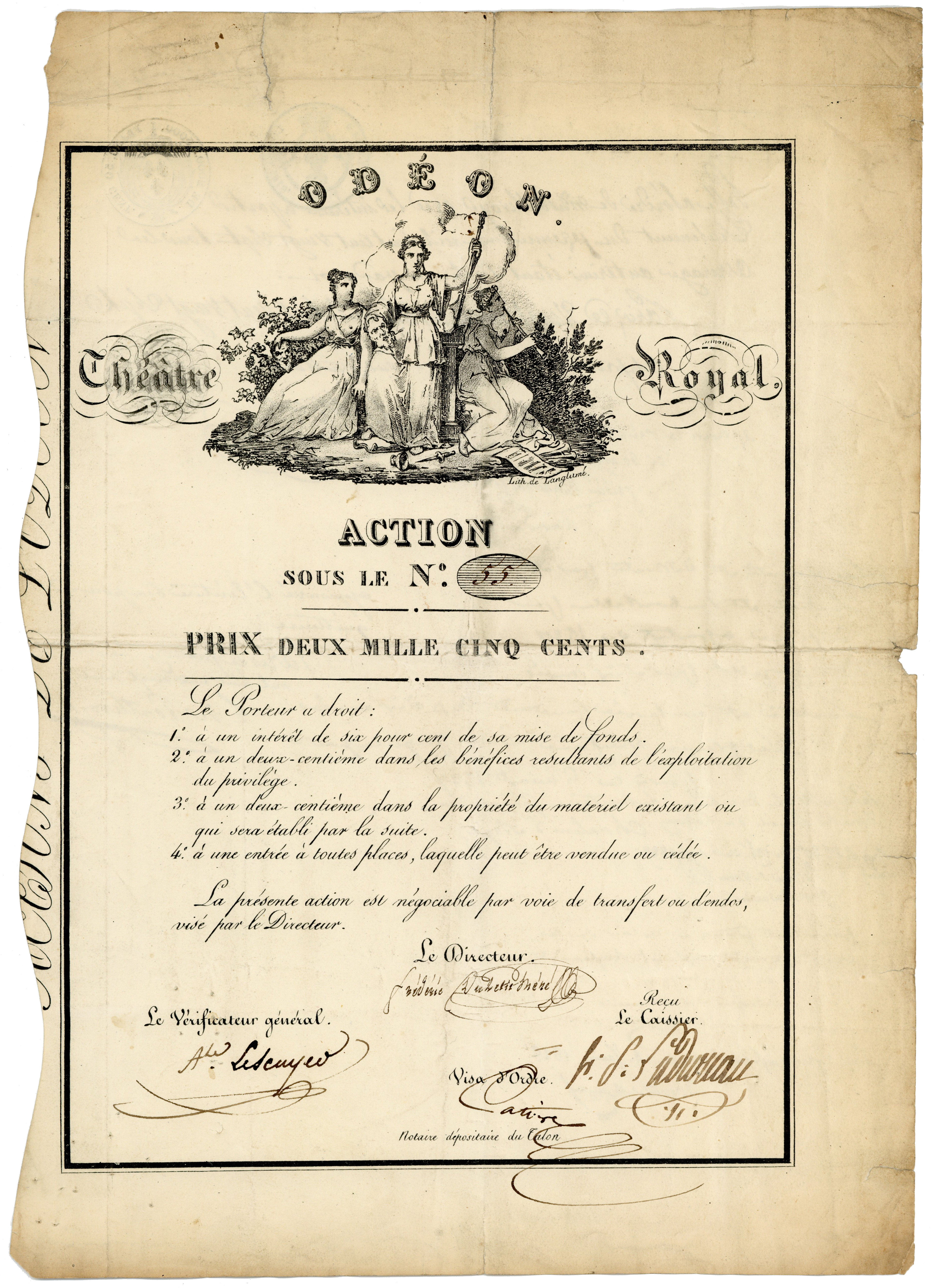
Action de l'Odéon Théâtre Royal, émise le 27 avril 1827, signée en original par le dramaturge Frédéric du Petit-Méré en tant que directeur (de février 1826 jusqu'à sa mort le 4 juillet 1827).

Reconstruit par l'architecte Pierre Thomas Baraguay, adjoint de Chalgrin et architecte du palais du Luxembourg voisin, la nouvelle salle est inaugurée en septembre 1819 et placée par Louis XVIII sous la tutelle de la Comédie-Française, en tant que « Second Théâtre-Français ». Picard la dirige jusqu'en 1821.
L'année 1827, sous la direction de Thomas Sauvage, verra le triomphe d'une troupe de comédiens anglais qui fera dire à Berlioz « Shakespeare, en tombant sur moi à l'improviste, me foudroya. Je reconnus la vraie grandeur, la vraie beauté, la vraie vérité dramatiques… Je vis… je compris… je sentis… que j'étais vivant et qu'il fallait me lever et marcher ».
Pendant les journées des « Trois Glorieuses », en juillet 1830, le théâtre est au centre de l'insurrection de la jeunesse révolutionnaire. « À ce moment, sous l'arcade Molière, arrive un groupe d'hommes armés ; au coin du théâtre, un élève de l'école polytechnique, monté dans une charrette, est occupé à faire transporter des barriques de poudre… ».
En 1832, les arches de liaison sur les rues latérales sont démolies. Les deux bâtiments latéraux sont vendus et n'appartiennent plus au théâtre.
En 1848, Victor Hugo écrit : « L’Odéon est toujours désert. » Selon lui, « mettre un théâtre dans un quartier désert qu’on veut vivifier et s’imaginer qu’on y fera venir le public, c’est comme si l’on se figurait qu’en posant un poisson sur la terre quelque part, on y fera venir de l’eau. » D’autant, ajoute-t-il, que le faubourg Saint-Germain n’attire plus la population parisienne qui lui préfère les Tuileries, le Palais-Royal, le « boulevard de Gand » [aujourd’hui boulevard des Italiens].
Sarah Bernhardt, engagée en 1862 à la Comédie-Française à sa sortie du Conservatoire, avait fait ses débuts à l'Odéon dans le rôle d'Aricie du Phèdre de Racine donné pour la fête de l'Empereur le 15 août 1866. Mais c'est en 1869, dans un petit acte de François Coppée, Le Passant, qu'elle entre, sous le costume du « chanteur florentin », dans sa glorieuse carrière. En 1870, pendant le siège de Paris, elle obtient du Ministère de la guerre l'autorisation d'installer une ambulance militaire dans le foyer du théâtre. La République proclamée, l'Odéon rouvre ses portes. En 1872, Sarah Bernhardt triomphe dans Ruy Blas de Victor Hugo, avant de rejoindre la Comédie-Française. Charles de Chilly, directeur du théâtre, meurt en fêtant la centième de la pièce. Félix Duquesnel lui succède.
Soucis de confort et sécurité occuperont le dernier quart du XIXe siècle : la scène et la salle sont chauffées par deux immenses calorifères, les foyers sont garnis de portraits de comédiens, bustes et médaillons ; on construit une terrasse d'évacuation pour le public. Duquesnel s'illustre par la création de pièces nouvelles et le soutien aux jeunes auteurs, justifiant ainsi le bien-fondé de la subvention de l'État, « seule garantie contre les tentations d'entreprises facilement lucratives » ; il inaugure également les matinées classiques du dimanche après-midi.
Le triomphe du règne de Paul Porel (nommé en 1884), homme de théâtre complet et charismatique, c'est la création en 1885 de l'Arlésienne d'Alphonse Daudet sur une musique de Georges Bizet avec l'orchestre Édouard Colonne, spectacle qui renflouera cinquante ans durant les caisses du théâtre, à chaque période difficile.
Directions :
- 1892-1896 : Émile Marck et Émile Desbeaux
- 1896 : Paul Ginisty et André Antoine qui démissionne 17 jours après sa nomination
- 1896-1906 : Paul Ginisty
- 1906-1914 : André Antoine

Paul Ginisty monte plusieurs pièces de Georges Mitchell dont L'Absent (1903), pièce en 4 actes avec une musique de scène de Fernand Le Borne, pour laquelle son auteur sera récompensé en 1905 par l'Académie française. Mais le grand succès de sa direction sera Le Chemineau de Jean Richepin, créé en janvier 1897. Paul Ginisty instaure le principe des conférences lors des matinées classiques.
À la suite de l'incendie de la Comédie-Française en mars 1900, la troupe des comédiens-français s'installe à l'Odéon qui se transporte au théâtre du Gymnase jusqu'à l'été suivant. En mars 1902, Firmin Gémier remporte un gros succès avec sa composition du "colonel Brideau" dans La Rabouilleuse, pièce d’Émile Fabre d'après Balzac. Andrée Mégard, dans le rôle-titre, y triomphe également.
En 1907, sous la direction d'André Antoine, le théâtre comporte 1400 places. « Le second Théâtre Français doit être un instrument d'enseignement et d'éducation littéraire. J'en veux faire une de ces scènes à vaste répertoire peuplées des plus grandes œuvres. Enfin je trouverai là un terrain d'expériences pour la mise en scène, l'interprétation, les éclairages, la figuration … » Antoine crée un comité de lecture pour constituer un répertoire moderne. Durant les 7 ans de sa direction, le fondateur du Théâtre Libre s'imposera comme la grande figure du théâtre officiel. Sa mise en scène de Jules César de Shakespeare en décembre 1906, avec ses 525 figurants et plus de 70 machinistes (De Max en Marc-Antoine, Duquesne en Jules César, etc.) marquera l'histoire de la mise en scène française.
Paul Gavault succède à Antoine jusqu'en 1921. Pendant toute la durée de la guerre il s'efforcera de préserver l'activité du théâtre et les appointements des artistes.
Nommé en 1921, Firmin Gémier s'attache à la modernisation du bâtiment en accord avec ses préoccupations artistiques : nouveau jeu d'orgue électrique et suppression de la rampe. Il ne renonce pas pour autant à ses activités de comédien, son interprétation de Shylock dans Le Marchand de Venise restera légendaire. Instigateur du Théâtre National populaire dès 1920 et fondateur de la Société Universelle du Théâtre, son souci sera de toujours accompagner les évolutions du théâtre en France, d'ouvrir le répertoire aux pièces nouvelles des auteurs vivants, ainsi qu'aux classiques étrangers. Enfin côté public, Gémier élargit les séries d'abonnements et cherche à maintenir les tarifs les moins chers de Paris.

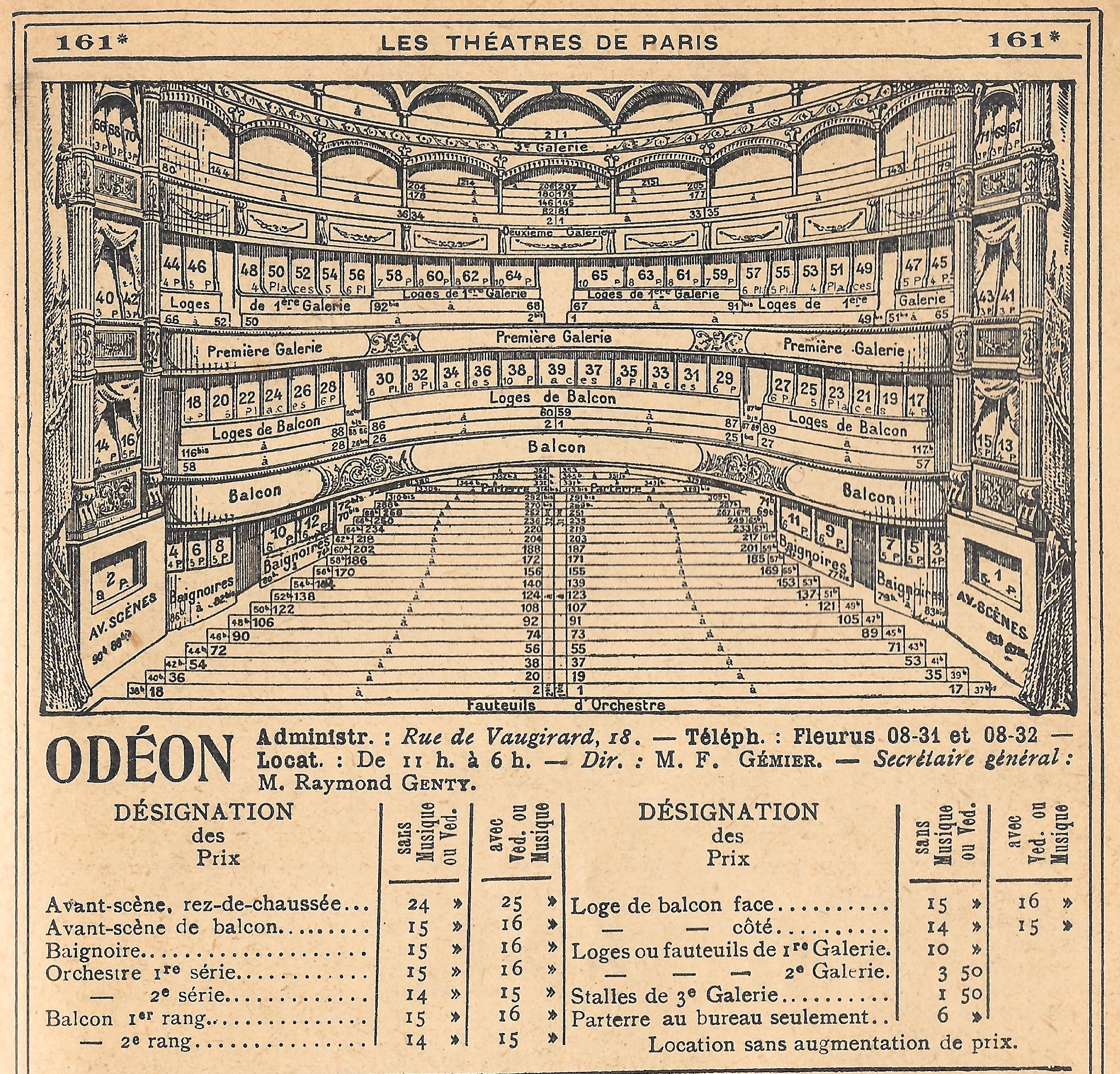
- Plan du théâtre de l'Odéon en 1925 avec prix des places et administration.

Paul Abram secondera Gémier à la direction du théâtre à partir de 1925 et lui succédera de février 1930 jusqu'en 1940. Il entraîne la troupe de l'Odéon dans des tournées en banlieue, en province et à l'étranger, jusqu'en Europe de l'est. Pendant la Seconde Guerre mondiale, Paul Abram est évincé de la direction en raison de ses origines juives. L'Odéon connaît une succession de directions temporaires : Jacques Copeau, Pierre Aldebert, René Rocher et très provisoirement Armand Salacrou avec Jean-Louis Barrault.
Le décret du 27 février 1946 offre sa deuxième scène à la Comédie-Française. L'Odéon « Salle Luxembourg » passe sous administration de la rue de Richelieu pendant treize ans. On rénove les parties publiques d'une salle devenue annexe plus contemporaine aux armes de la maison-mère où l'on donne en priorité les œuvres inscrites au répertoire moderne, mais aussi quelques grandes reprises du répertoire classique. Ainsi, on notera des créations de pièces de Courteline, Feydeau, Rostand, Pirandello, Jules Romains, Henry de Montherlant, Audiberti, Jean Cocteau…
En 1959 l'Odéon, renommé Théâtre de France, est confié à la compagnie de Jean-Louis Barrault et Madeleine Renaud. La concession leur est accordée par André Malraux, ministre d'État chargé des Affaires culturelles. « Poursuivre le Beau sans se dérober au Difficile », la ligne de conduite de la compagnie Renaud-Barrault sera appliquée de la même façon au Théâtre de France.
L'inauguration avec Tête d'Or de Paul Claudel, en présence du général de Gaulle, en octobre 1959, symbolise cette volonté de promouvoir les grands auteurs modernes. José Berghmans, chargé de la direction musicale, compose plusieurs musiques de scène notamment pour Numance de Miguel de Cervantes, adaptée par Jean Cau et mise en scène par Barrault, et présentée au festival d'Avignon puis à l'Odéon en 1965. Barrault accueille également à l'Odéon les concerts du Domaine musical fondé par Pierre Boulez.
Outre Paul Claudel, Barrault met à l'affiche les œuvres de Ionesco (Rhinocéros en 1960), Beckett (Oh les beaux jours en 1963), Billetdoux (Il faut passer par les nuages en 1964) ou Duras (Des journées entières dans les arbres en 1965) montées par lui-même, Jean-Marie Serreau ou Roger Blin. La troupe part en tournée dans le monde entier et l'Odéon accueille les créations du Théâtre des Nations. En 1965, Malraux inaugure le plafond d'André Masson, évocation flamboyante de figures mythiques empruntées à Eschyle, Kleist, Shakespeare et Claudel.
Le « Petit-Odéon », à l'origine un petit foyer ouvert sur le grand foyer du théâtre, créé à la fin du XIXe siècle, est transformé par les Renaud-Barrault en tout petit laboratoire de théâtre. Il est inauguré en janvier 1967 avec deux pièces de Nathalie Sarraute, Le Silence et Le Mensonge. Cette toute petite salle, baptisée en 1984 salle Roger-Blin, saura trouver un public curieux, à l'affût des nouveautés. En avril 1966 éclate le scandale provoqué par la création des Paravents de Jean Genet mis en scène par Roger Blin, pièce qui exacerbe les passions du conflit algérien.
En Mai 68, l'Odéon est occupé par des étudiants au cours de la contestation (Jean-Louis Barrault répondant aux étudiants contestataires : « Barrault n'est plus le directeur de ce théâtre, mais un comédien comme les autres, Barrault est mort ») et le théâtre vit un mois d'occupation agitée qui finira par coûter sa place au directeur abandonné par André Malraux. Ces événements laissent un théâtre endommagé qui reste fermé plusieurs mois pour des travaux de réfection. À la réouverture, le théâtre est investi d'un nouveau statut, celui de « centre expérimental et d'essai pour les différents Arts : dramatique, chorégraphique et lyrique ».
Devenu EPIC en octobre 1968, le théâtre se voit renommé Théâtre national de l'Odéon le 31 août 1971. Outre les représentations d'un répertoire contemporain réellement audacieux par la troupe de la Comédie-Française, une place importante est faite aux troupes de la décentralisation, aux grandes compagnies étrangères et au Jeune Théâtre National. Les fins de saison sont consacrées aux enregistrements des spectacles de la Comédie-Française pour la télévision. Pierre Dux et Jean-Pierre Miquel, puis Jacques Toja se succèdent à sa direction. Un décret de 1978 place officiellement l'Odéon sous administration d'un directeur qui n'est autre que l'administrateur général de la Comédie-Française.
Sous l’impulsion du metteur en scène Giorgio Strehler, directeur du Piccolo Teatro de Milan, et de Jack Lang, ministre de la Culture, l’Odéon devient « Théâtre de l’Europe » six mois par an, avec Giorgio Strehler comme directeur artistique, par arrêté du 16 juin 1983 : « Le théâtre de l’Europe est un carrefour vivant de la création théâtrale européenne » dont la mission est de « vivifier le patrimoine dramatique de l’Europe ».
Ce n'est que le 1er juin 1990 que l'Odéon reprendra véritablement son indépendance vis-à-vis de la Comédie-Française, par décret. Il prend alors la dénomination usuelle d'« Odéon–Théâtre de l'Europe » afin de poursuivre le projet de Giorgio Strehler.
Se sont depuis lors succédé à sa direction le metteur en scène catalan Lluis Pasqual (1990-1996), puis Georges Lavaudant (1996-2007), Olivier Py (2007-2012), Luc Bondy (de mars 2012 à son décès en novembre 2015), Stéphane Braunschweig (de janvier 2016 à juillet 2024) et Julien Gosselin (depuis juillet 2024).
D'importants travaux de rénovation et de modernisation auront été entrepris au XXe siècle : en 1906 (rénovation de la salle), 1930 (surélévation de la cage de scène), et au XXIe siècle de 2002 à 2006 (désamiantage, réfection générale). En 1995 est également inaugurée sous la toiture la « médiathèque Renaud-Barrault », spécialisée dans le théâtre.

### Ateliers Berthier
Depuis 2003, l'Odéon bénéficie d'une deuxième salle modulable de 350 à 450 places, installée dans d'anciens entrepôts de décors de l'opéra Garnier, boulevard Berthier (17e arrondissement de Paris) et aménagée par l'architecte Jean-Loup Roubert. La salle a été inaugurée en janvier 2003 avec Phèdre de Jean Racine, mis en scène par Patrice Chéreau. Elle est officiellement la deuxième salle de l'Odéon depuis mai 2005.

## Statut
L'Odéon est un établissement public à caractère industriel et commercial régi par le décret no 68–905 du 21 octobre 1968 modifié en dernier lieu par le décret no 2002–108 du 24 janvier 2002.

## Accès
Le théâtre de l'Odéon est desservi à proximité par les lignes de métro 4 et 10 à la station Odéon et le RER B à la gare du Luxembourg.
Sa deuxième salle, les Ateliers Berthier, est desservie par les lignes 13 du métro, ligne 14 du métro et RER C à la station Porte de Clichy.